# Nikolái Guliáiev
Nikolái Dmítrievich Guliáiev (en ruso: Николай Дмитриевич Гулаев; Aksái, RSFS de Rusia, 13 de febrerojul./ 26 de febrero de 1918greg. – Moscú, Unión Soviética, 27 de septiembre de 1985) fue uno de los ases de la aviación de la Fuerza Aérea Soviética con mayor número de derribos confirmados de la Segunda Guerra Mundial, con más de cincuenta victorias aéreas individuales. Después de la guerra se convirtió en coronel general de Aviación (1972).

## Biografía

### Infancia y juventud
Nikolái Guliáiev nació el 26 de febrero de 1918 en la pequeña localidad de Aksái en el Óblast del Voisko del Don de la RSFS de Rusia (la Unión Soviética no se constituyó formalmente hasta finales de 1922), en el seno de una familia rusa de clase trabajadora. Después de completar la escuela secundaria en 1934, asistió a una escuela vocacional hasta 1935 y luego trabajó en una fábrica de esmaltes en Rostov mientras entrenaba en el club de vuelo de la asociación paramilitar OSOAVIAJIM (Unión de Sociedades de Asistencia para la Defensa, la Aviación y la Construcción Química de la URSS). Dejó su trabajo en la fábrica para unirse al ejército en diciembre de 1938 después de completar su entrenamiento en el club aéreo.

### Segunda Guerra Mundial
Dos años después de unirse al ejército, Guliáiev se graduó de la Escuela de Aviación Militar de Stalingrado y fue asignado a un regimiento de aviación de combate en el Distrito Militar de Bielorrusia. Fue enviado al frente en junio de 1941 después de la invasión alemana de la Unión Soviética como parte del 162.º Regimiento de Aviación de Cazas del Frente Oeste, pero no comenzó a volar misiones de combate hasta agosto de 1942.
De julio a septiembre de 1941 se sometió a un nuevo entrenamiento en Kuznetsk como parte del 13.º Regimiento de Aviación de Cazas de Reserva. Después de completar el entrenamiento, fue asignado al 423.º Regimiento de Defensa de la Aviación de Cazas, donde sirvió de abril a agosto de 1942 hasta que fue reasignado como comandante del 487.º Regimiento de Defensa de la Aviación de Cazas. A pesar de ocupar el puesto de comandante de regimiento, voló misiones en aviones MiG-3 y Yak-7B para brindar cobertura aérea a áreas estratégicamente importantes de Gorki (actual Nizhni Nóvgorod) y Vorónezh. El 3 de agosto obtuvo su primera victoria aérea cuando derribó un Heinkel He 111 en una misión nocturna. No había recibido permiso para despegar de su superior, por lo que fue severamente reprendido por hacer la salida, pero especialmente dada su falta de entrenamiento para volar de noche, pero luego fue elogiado por el derribo exitoso de un avión enemigo.

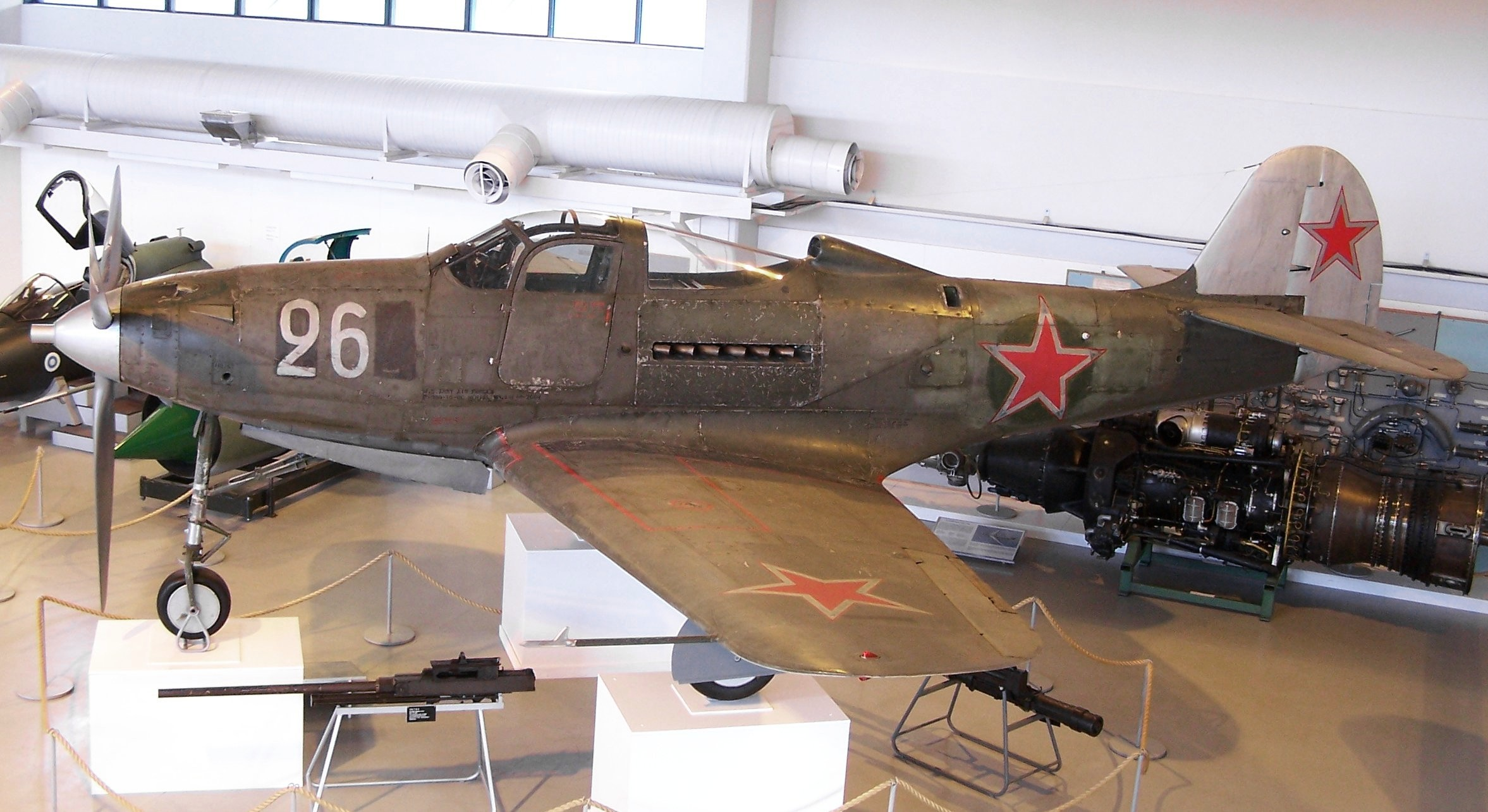
Un avión Bell P-39 Airacobra con las insignias soviéticas similar al que utilizó Nikolái Gulayev durante la guerra

En enero de 1943 completó los cursos de navegación de la 3.ª Brigada de Aviación de Reserva con base en Sarátov y fue enviado al 27.º Regimiento de Aviación de Cazas como subcomandante del regimiento. Además de servir como subcomandante de regimiento, se desempeñó como navegante y comandante de escuadrón en varias misiones; la unidad recibió más tarde la designación honorífica de Guardias, por su valor en combate y pasó a llamarse 129.° Regimiento de Aviación de Cazas de Guardias en octubre de 1943. Se distinguió en batallas en los frentes de Vorónezh y Estepa y en las batallas de Kursk, Dniéper, Kirovogrado, Korsum-Cherkassy, Uman-Botoșani y la ofensiva Leópolis-Sandomierz.
El 14 de mayo de 1943 embistió un bombardero en picado Junkers Ju 87 con su Yak-1 sobre Gostishchevo (Bélgorod) y saltó con su paracaídas después de quedarse sin municiones derribando otros dos aviones alemanes. En junio realizó su primer vuelo en un caza de fabricación estadounidense Bell P-39 Airacobra; a principios de julio lideró una formación de cuatro cazas en un ataque contra una formación enemiga numéricamente muy superior de aproximadamente 100 aviones. Los cuatro aviones de su escuadrón aterrizaron de manera segura después de derribar cuatro bombarderos y dos cazas enemigos, interrumpiendo la formación. Ese mismo día su formación realizó más misiones de combate y derribó colectivamente dieciséis aviones enemigos. Por su heroísmo en el combate aéreo y sus primeras 95 salidas, recibió su primera estrella de oro de Héroe de la Unión Soviética el 28 de septiembre de 1943 por decreto del Presídium del Sóviet Supremo de la URSS.
A principios de 1944 se desempeñó como comandante de escuadrón de un grupo de seis Bell P-39 Airacobras y los dirigió en un ataque contra una formación de 27 bombarderos enemigos escoltados por ocho cazas. En el lapso de cuatro minutos, el grupo derribó once aviones alemanes, cinco de los cuales fueron derribados por el propio Gulayev, lo que lo convirtió en un as en un solo día. En otras tres ocasiones derribó personalmente cuatro aviones en el transcurso de un solo día. Después de un enfrentamiento aéreo el 31 de mayo de 1944, sufrió una grave herida en la mano derecha que requirió cirugía, pero logró llevar a su escuadrón de regreso al aeródromo justo antes de desmayarse. El 1 de julio de 1944 recibió su segunda estrella de oro por su servicio. Después de recuperarse en el hospital, volvió a las misiones de vuelo de combate en agosto y obtuvo tres victorias más, pero pronto fue llamado del frente para asistir a la Academia de la Fuerza Aérea como muchos otros ases de la aviación de la guerra. En total, realizó 200 salidas de combate y luchó en 69 enfrentamientos aéreos, anotándose 55 victorias aéreas individuales y cinco compartidas, lo que le otorga una de las tasas de muertes más altas de cualquier as aliado en la guerra.

### Posguerra
Después de la guerra, se graduó en la Academia Militar de la Fuerza Aérea Zhukovsky en 1950 y luego ocupó varios puestos de comandante en diversa unidades de la Fuerza Aérea Soviética. En 1960 se graduó en la Academia Militar del Estado Mayor de las Fuerzas Amadas de la URSS y fue nombrado comandante de la 15.ª División de Defensa Aérea en Lípetsk, donde sirvió hasta que fue transferido al 2.º Cuerpo de Defensa Aérea en el Óblast de Tver. Ascendió de rango y ocupó varios puestos de mando antes de alcanzar el rango de coronel general en 1972. En 1974 se convirtió en subcomandante en jefe de la división de entrenamiento de combate de las Fuerzas de Defensa Aérea y en 1976, en comandante asistente de la división de armamento del Distrito de Defensa Aérea de Moscú, cargo que ocupó hasta que se retiró del ejército en 1979.
Murió el 27 de septiembre de 1985 en Moscú y fue enterrado en el cementerio de Kúntsevo.

## Condecoraciones

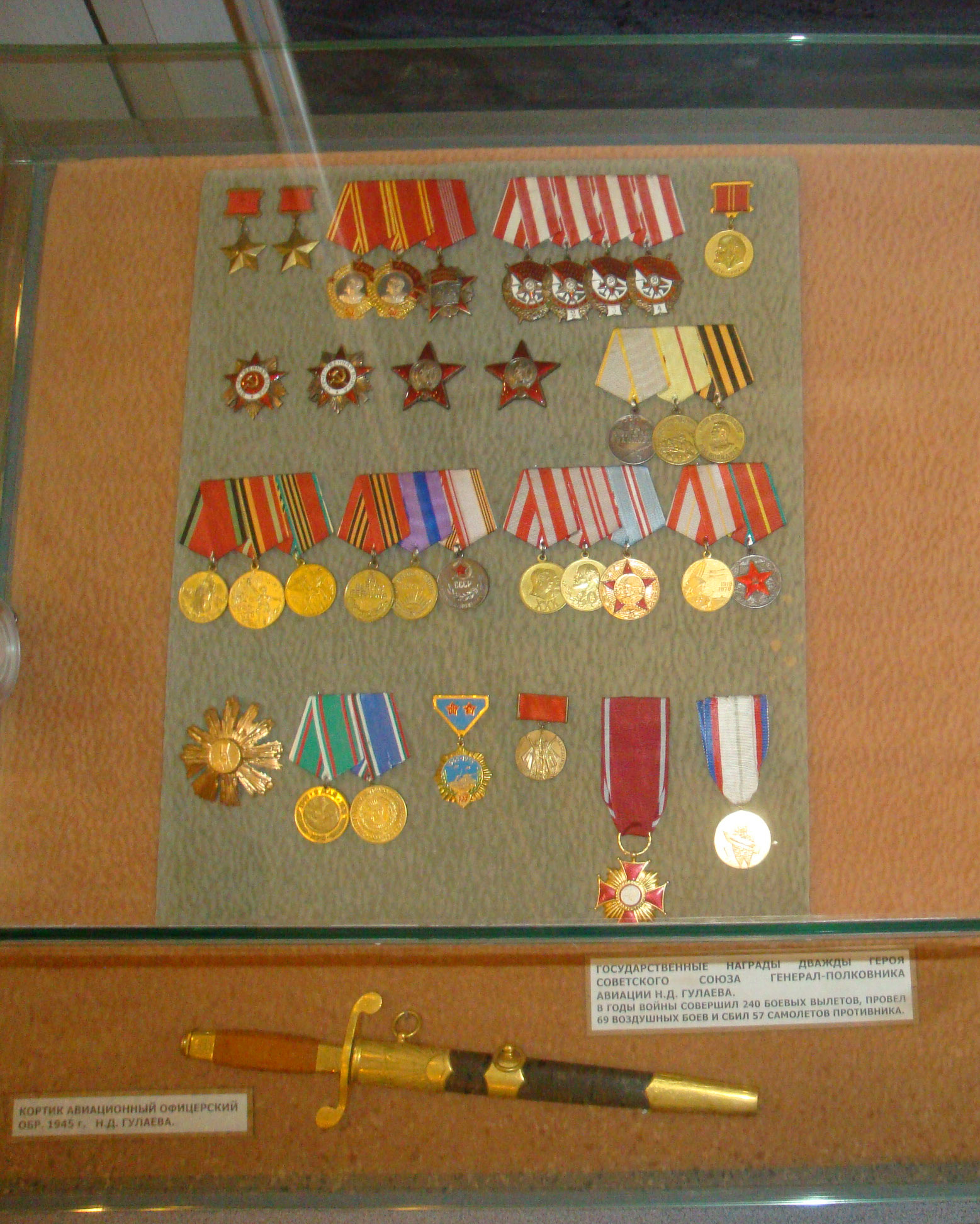
Medallas de Nikolái Gulayev

A lo largo de su extensa carrera militar Nikolái Guliáiev recibió las siguientes condecoracionesː
Unión Soviética
- Héroe de la Unión Soviética, dos veces (28 de septiembre de 1943, 1 de julio de 1944)
- Orden de Lenin (28 de septiembre de 1943, 1 de julio de 1944)
- Orden de la Bandera Roja, cuatro veces (15 de mayo de 1943, 21 de enero de 1944, 29 de abril de 1957, 23 de febrero de 1971)
- Orden de la Estrella Roja, dos veces (22 de febrero de 1955 y 26 de octubre de 1955)
- Orden de la Guerra Patria de 1.er grado, dos veces (22 de octubre de 1944, 11 de marzo de 1985)
- Medalla por el Servicio de Combate
- Medalla Conmemorativa por el Centenario del Natalicio de Lenin
- Medalla por la Defensa de Stalingrado
- Medalla por la Conquista de Berlín
- Medalla por la Liberación de Praga
- Medalla por la Victoria sobre Alemania en la Gran Guerra Patria 1941-1945 (1945)
- Medalla Conmemorativa del 20.º Aniversario de la Victoria en la Gran Guerra Patria de 1941-1945
- Medalla Conmemorativa del 30.º Aniversario de la Victoria en la Gran Guerra Patria de 1941-1945
- Medalla Conmemorativa del 40.º Aniversario de la Victoria en la Gran Guerra Patria de 1941-1945
- Medalla de Veterano de las Fuerzas Armadas de la URSS
- Medalla del 30.º Aniversario de las Fuerzas Armadas de la URSS
- Medalla del 40.º Aniversario de las Fuerzas Armadas de la URSS
- Medalla del 50.º Aniversario de las Fuerzas Armadas de la URSS
- Medalla del 60.º Aniversario de las Fuerzas Armadas de la URSS
- Medalla por Servicio Impecable de 1.er grado

Otros países
- Cruz al Mérito (Polonia)
- Orden de Tudor Vladimirescu (Rumania)
- Medalla por fortalecer la amistad en armas (Checoslovaquia)
- Medalla del 30.º Aniversario de la Victoria sobre la Alemania nazi (Bulgaria)
- Medalla del 50.º Aniversario del Ejército Popular de Mongolia